# Aeorestes
Los murciélagos canosos o murciélagos cenizos (Aeorestes) constituyen un género (o subgénero de Lasiurus) que incluye quirópteros perteneciente a la tribu Lasiurini de la familia de los vespertiliónidos. Agrupa a 4 especies nativas de América y del archipiélago de Hawái.

## Taxonomía
Descripción original e historia taxonómica
Aeorestes fue descrito en el año 1870 por el zoólogo austríaco Leopold Joseph Franz Johann Fitzinger, para incluir a Vespertilio villosissimus (Aeorestes villosissimus), el cual había sido descrito por el naturalista francés Étienne Geoffroy Saint-Hilaire.
El género no fue reconocido por los distintos autores durante un siglo y medio, hasta que la consideración genérica fue rehabilitada en el año 2015 en un estudio genético efectuado por Amy Bickham Baird, Janet K. Braun, Michael A. Mares, Juan Carlos Morales, John C. Patton, Christina Q. Tran y John W. Bickham, en el cual se utilizó 4 loci del ADN mitocondrial y del cromosoma Y. En ese mismo trabajo se elevó a especie plena a 3 de las subespecies que se incluían en Lasiurus cinereus (Beauvois, 1796) (L. c. cinereus, L. c. semotus y L. c. villosissimus), incluyéndolas en el género Aeorestes, junto con el murciélago gris hawaiano —Aeorestes semotus (Allen, 1890)—.
En el año 2016, Alan C. Ziegler, Francis G. Howarth y Nancy B. Simmons rebajaron a Aeorestes una categorización subgenérica. En el año 2017, Amy B. Baird, Michael A. Mares, John C. Patton y John W. Bickham, a los que se sumaron Janet K. Braun, Mark D. Engstrom, Ashlyn C. Holbert, Maritza G. Huerta y Burton K. Lim, sumaron argumentos para justificar su consideración de nivel genérico. En el año 2018, Roberto Leonan Morim Novaes, Guilherme Siniciato Terra Garbino, Vinícius Cardoso Cláudio y Ricardo Moratelli concordaron en situarlo en un nivel subgenérico, entre otras razones, para preservar la estabilidad de los nombres científicos muy empleados por los especialistas, por lo que, de permitir la elevación a la jerarquía genérica, dificultaría las búsquedas de información sobre los taxones que los integran.
Relaciones filogenéticas
Dentro de la tribu Lasiurini, los murciélagos canosos o cenizos (Aeorestes) divergieron de los murciélagos rojizos (Lasiurus sensu stricto) aproximadamente hace 14 Ma (9,1-20,8 Ma).
Subdivisión

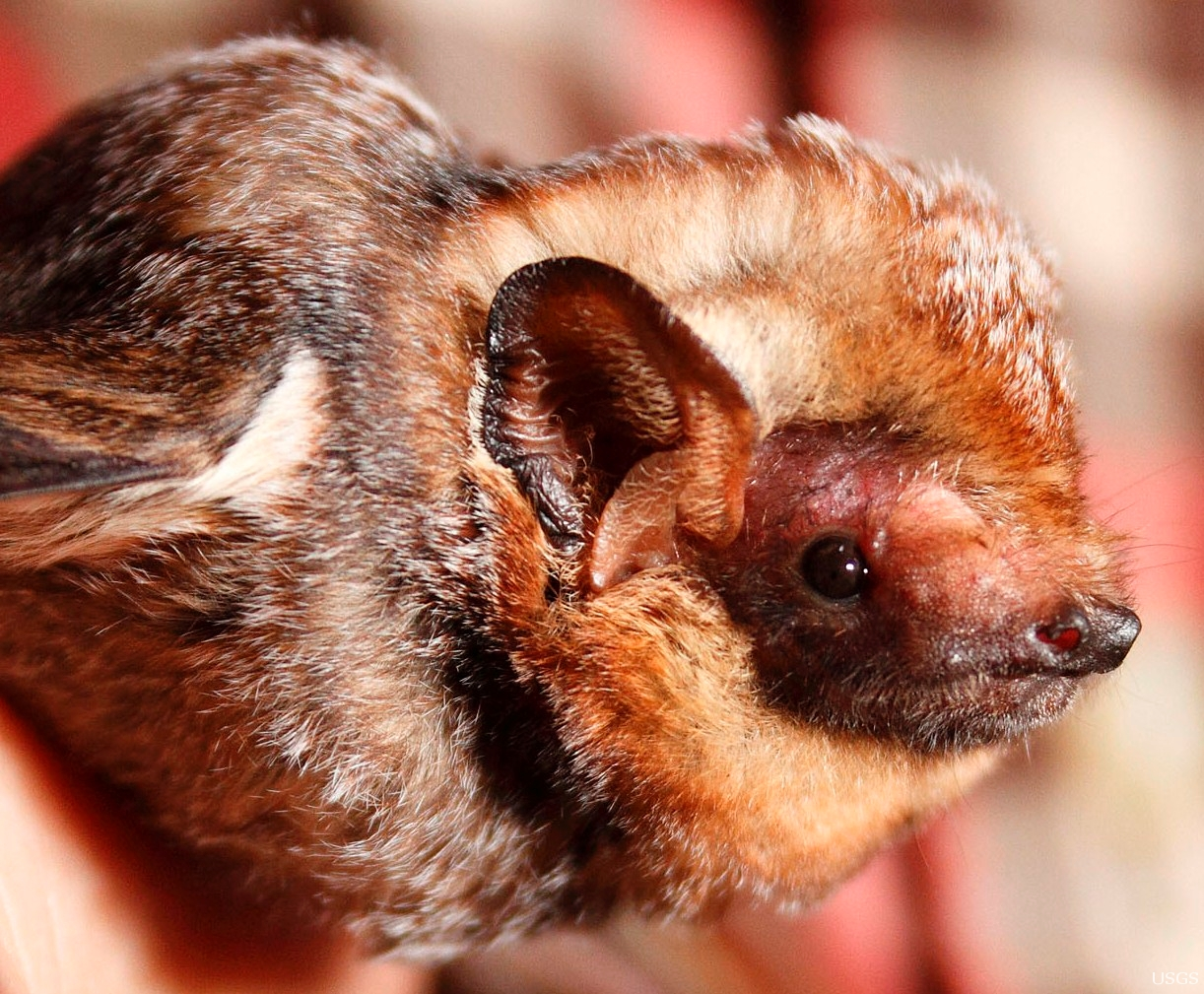
Aeorestes semotus.

Este clado se compone de 4 especies:
- Aeorestes cinereus (Palisot de Beauvois, 1796)
- Aeorestes egregius (W. Peters, 1870)
- Aeorestes semotus (H. Allen, 1890)
- Aeorestes villosissimus (Geoffroy St.-Hilaire, 1806)

## Distribución geográfica y costumbres
Las especies de Aeorestes se distribuyen extensamente en el continente americano, desde Canadá por el norte hasta el centro de la Argentina y de Chile por el sur; además en las islas hawaianas. Sus dietas están compuestas mayormente por insectos.